# Melvin Gibbs

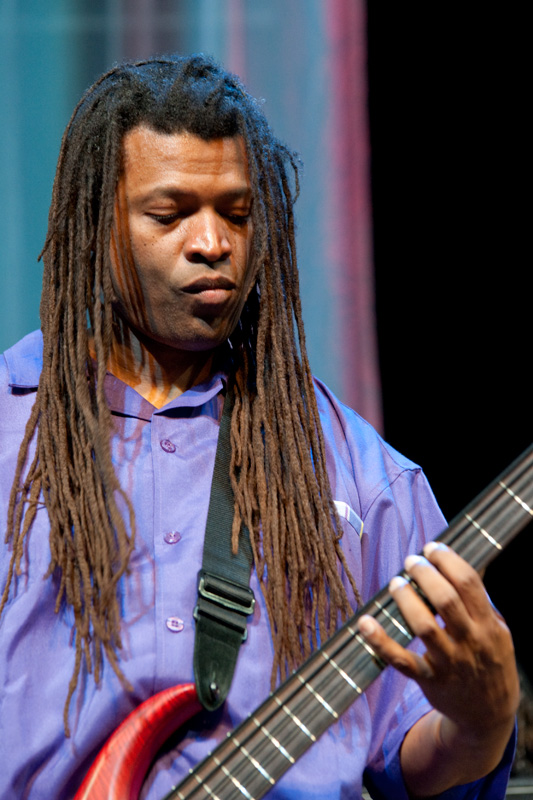
Melvin Gibbs, Moers Festival, 2010

Melvin Gibbs é um baixista, compositor e produtor estadunidense. Ele já apareceu em mais de 200 álbuns, e em diversos estilos musicais. Melvin foi chamado de "o melhor baixista do mudo" pela revista Time Out New York.
Um nativo do Brooklyn, bairro de Nova Iorque, Gibbs se formou na Medgar Evers College e no Brooklyn Conservatory of Music. Ele apareceu em público pela primeira vez como membro do Defunkt, uma banda na cena nova-iorquina dos anos 80. Na maior parte dos anos 80, ele tocou na Decoding Society com o baterista Ronald Shannon Jackson, o guitarrista Vernon Reid e com o saxofonista John Zorn. Ele foi também um membro da banda Power Tools, junto com o guitarrista Bill Frisell e do baterista Ronald Shannon Jackson. Ele co-liderou a banda Eye and I, e é membro original do Black Rock Coalition.
Melvin Gibbs foi também membro da Rollins Band, uma banda de Metal alternativo, de 1993 a 1998 (voltando a se reunir com a banda em 2006, quando a banda fez uma reunião). Em 1995, como membro da Rollins Band, ele foi nomeado ao Grammy. Gibbs também gravou com alguns artistas de hip-hop, tais como Dead Prez.
Melvin Gibbs gravou também com alguns artistas brasileiros, como Caetano Veloso e Marisa Monte. Tocou também com Eddie Palmieri, um músico de jazz; Femi Kuti, um artista nigeriano; e com Marc Ribot, um guitarrista estadunidense. Ele também trabalhou como produtor musical, produzindo álbuns de Arto Lindsay e do DJ Logic.
Outros projetos de Melvin Gibbs inclui "Melvin Runs the Hoodoo Down", com o guitarrista Pete Cosey e o tecladista John Medeski; o "JFM Trio", com o guitarrista Jeff Parker e o percussionista Francisco Mora; e o "Geechee Seminoles", uma dupla (ele e David Pleasant, um baterista, percussionista e dançarino).

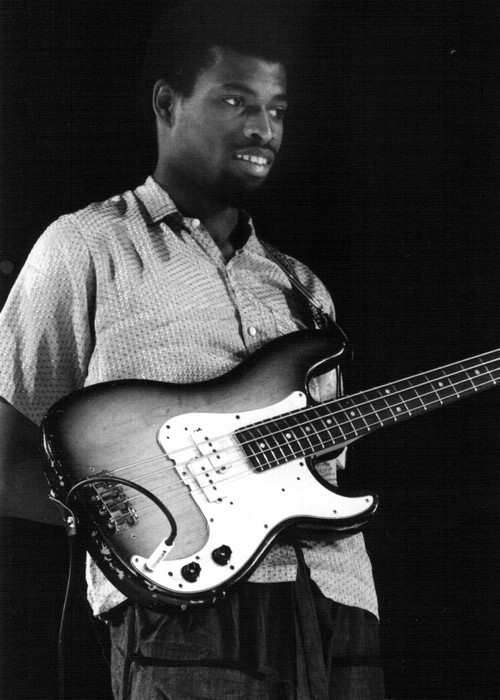
Melvin Gibbs em 1980

## Discografia
Como líder:
- 2009: Ancients Speak (com a sua banda, Elevated Entity)

Como co-líder:
- 2009  Ascension (com Harriet Tubman Double Trio)
- 2000: Prototype (com Harriet Tubman)
- 1998: I Am A Man (com Harriet Tubman)
- 1991: Eye and I (com Eye and I)
- 1988: Power Tools (com Bill Frisell e Ronald Shannon Jackson)

Com a Rollins Band
- 1996: Come In and Burn
- 1994: Weight

Como produtor:
- 2004: Salt (Arto Lindsay)
- 2002: Invoke (Arto Lindsay)
- 2001: The Anomaly (DJ Logic)
- 1999: Prize (Arto Lindsay)
- 1999: Project Logic (DJ Logic)

Como mixagem:
- 2004: Electric Gypsyland (Taraf de Haidouks com Arto Lindsay)

Como membro de banda:
- 1999: Live in Montreux (com a Ronald Shannon Jackson and the Decoding Society)
- 1981: Mandance (com a Ronald Shannon Jackson and the Decoding Society)
- 1980: Defunkt (com a Defunkt)

Como ajudante:
- 2002: Red, Hot and Riot (com Femi Kuti)
- 2000: Let's Be Free (com dead prez)
- 2000: Memórias, Crônicas, e Declaracões de Amor (com Marisa Monte)
- 1999: Vitamin C (com Vitamin C)
- 1992: Very Neon Pet(com Peter Scherer)
- 1991: Circulado (com Caetano Veloso)
- 1989: Mais (com Marisa Monte)
- 1987: Seize The Rainbow (com Sonny Sharrock)
- 1986: The Big Gundown (com John Zorn)